# Comté de White (Géorgie)
Pour les articles homonymes, voir White et Comté de White.
Le comté de White est un comté de Géorgie, aux États-Unis.

## Démographie
| 1860  | 1870  | 1880  | 1890  | 1900  | 1910  |
| ----- | ----- | ----- | ----- | ----- | ----- |
| 3 315 | 4 606 | 5 341 | 6 151 | 5 912 | 5 110 |

| 1920  | 1930  | 1940  | 1950  | 1960  | 1970  |
| ----- | ----- | ----- | ----- | ----- | ----- |
| 6 105 | 6 056 | 6 417 | 5 951 | 6 935 | 7 742 |

| 1980   | 1990   | 2000   | 2010   | - | - |
| ------ | ------ | ------ | ------ | - | - |
| 10 120 | 13 006 | 19 944 | 27 144 | - | - |